# Ismael Schabib
Ismael Schabib Montero (Trinidad, Bolivia; 3 de agosto de 1952) es un militar y político boliviano. Fue inhabilitado como candidato presidencial de Acción Democrática Nacionalista en las elecciones de 2020. Fue candidato a la gobernación del Departamento del Beni en las elecciones subnacionales de 2010 con el Movimiento Nacionalista Revolucionario.

## Biografía
Ismael Schabib nació el 13 de agosto de 1952 en la ciudad de Trinidad. Ingresó en 1970 a la Escuela Naval Militar, de donde egresó con el grado de alférez. Realizó su carrera militar en la Armada Boliviana por alrededor de 35 años, jubilándose con el grado de vicealmirante. 
Políticamente, Ismael se caracterizó por ser un férreo opositor al gobierno del Presidente de Bolivia Evo Morales Ayma desde el comienzo de su primera gestión, en 2006. 
En 2010, fue candidato a gobernador por el partido del Movimiento Nacionalista Revolucionario (MNR) en las elecciones departamentales del Beni de 2010, pero sin éxito, ya que salió en tercer lugar con el 12 % de la votación. 
En 2014, Ismael anunció que trataría de postularse como candidato a la presidencia de Bolivia para las Elecciones generales de Bolivia de 2014.
En 2018, Ismael vuelve nuevamente a anunciar su candidatura. Algunos medios de comunicación de la prensa escrita de Bolivia lo ha bautizado con  el nombre del "Bolsonaro Boliviano".

### Candidatura presidencial de 2020
El 3 de febrero de 2020 presenta su candidatura a la presidencia en las elecciones de ese año, por el partido político Acción Democrática Nacionalista, acompañado de Remberto Siles como candidato presidencial. Su proyecto de gobierno lo presentó como «liberal», indicando que, a su juicio, ADN es el único partido «de derechas» en Bolivia.

## Historial electoral

### Elecciones subnacionales de 2010
- Elecciones departamentales de Bolivia de 2010 para Gobernador por el Departamento del Beni para el periodo 2010-2015 [8]

|  | 42,52 % |

|  | 40,15 % |

|  | 12,13 % |

|  | 3,95 % |

|  | 1,26 % |